# Louis-Claude Daquin
Louis-Claude Daquin (vagy d’Acquin), (Párizs, 1694. július 4. – Párizs, 1772. június 15.) francia barokk zeneszerző és orgonavirtuóz. Már 6 éves korában a király, XIV. Lajos udvarában orgonált, majd 12 éves korában a Sainte-Chapelle-be került orgonistaként. Pályájának legjelentősebb állomása volt, amikor a párizsi Notre-Dame-székesegyház orgonista állását megkapta.